# Métro d'Helsinki
Le métro d'Helsinki (en finnois : Helsingin metro) comprenait une ligne au départ, deux lignes actuellement, les M1 et M2. Longue de 35 km, la ligne dessert 25 stations avec un parcours en partie en surface et 20,5 km en tunnel, et se terminant à l'est par une fourche.

## Exploitation et fréquentation

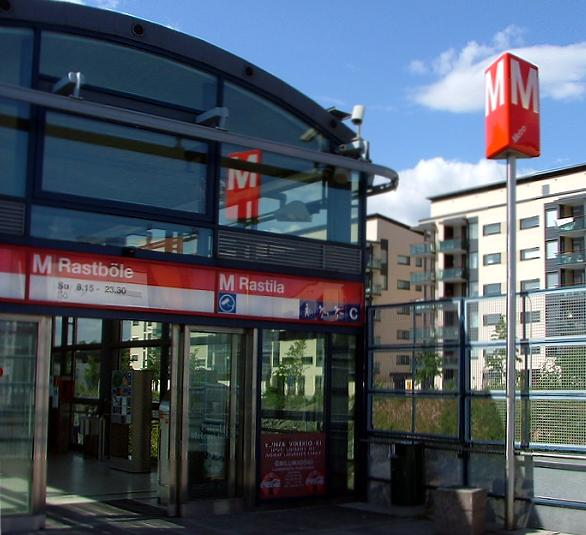
La station de Rastila.

Le métro d'Helsinki est exploitée par deux opérateurs: HSL, l'établissement public de transport de la ville d'Helsinki, qui est responsable de la planification et de l'organisation des transports, et HKL-Metroliikenne qui gère le fonctionnement du métro et la circulation des rames.
Le métro d'Helsinki présente la particularité d'être le métro le plus septentrional de la planète. C'est aussi le seul de Finlande. À son ouverture, l'unique ligne du métro était la ligne la plus courte du monde.
L'intervalle aux heures de pointe est de 2 min 30 s. Selon les statistiques de la HKL, le réseau a reçu 62,9 millions de passagers en 2015.

## Histoire
La première initiative pour la construction d'un métro à Helsinki a lieu en septembre 1955 en réunion du conseil municipal
Il y est décidé de créer un comité pour la circulation en banlieue qui sera, en 1959, renommé Conseil du métro (metrotoimikunta).
Ce groupe estime que la population de la capitale va augmenter très rapidement et que la capacité du réseau routier ne pourra suffire à la fois pour les voitures particulières et pour les moyens de transport en commun.
le conseil propose comme solution de transférer les transports en commun sur ses propres voies souterraines ce qui libérerait le réseau routier pour les voitures des particuliers et permettrait de maîtriser les coûts directs et indirects des transports en commun.
En mars 1963 le comité animé par Reino Castrén et Gunnar Stenius présente un plan avec 86,5 km de lignes de métro desservant les communes limitrophes et en tout 108 stations.
En 1963, le conseil municipal d’Helsinki demande l'avis de trois experts internationaux sur l'utilité du projet de métro 
.
Un an plus tard, les experts donnent leur avis en conformité avec la proposition du Conseil du métro
.
Le premier tronçon choisi est Kamppi–Puotila et la conception détaillée débute en 1965
,
.
En 1966, la conception a coûté 4,67 millions de marks finlandais et la ville d’Helsinki a réservé 475 millions de marks pour la période 1968–1977 même si la décision de construction n'a pas été réellement prise,
.
En 1968, Unto Valtanen devient directeur du bureau du métro. À cette époque le maire Teuvo Aura et Esko Rekola, le directeur général de VR, conviennent d'une organisation des transports urbains par voie ferrée selon laquelle VR offrirait, sur ses voies nationales, les transports vers le nord et l'ouest et HKL assurerait sur ses propres voies la circulation vers l'est.
Dans ce contexte, le modèle de métro beaucoup plus léger est abandonné et l'on décide de construire une ligne plus lourde selon un standard unique avec le même écartement de voies que le réseau ferré de Finlande.
La décision de construire prend du retard à cause d'oublis sur des bureaux et de votes municipaux et gouvernementaux.
La gauche et une partie des élus du Parti populaire suédois de Finlande et finalement les libéraux sont favorables au projet de construction de métro mais le kokoomus s'oppose au projet durant toute la phase de conception
.
Finalement, le 7 mai 1969, le comité municipal d'Helsinki prend la décision de construire la première phase et la décision est entérinée par le conseil municipal le 12 mai,.
L’intention est d'avoir la ligne opérationnelle en 1977
.
En 1971, une ligne de test de 2,8 kilomètres est opérationnelle entre Roihupelto et Herttoniemi.
Le premier train de deux véhicules est installé pour test sur ce tronçon le 10 novembre 1971
. Le dernier des trois trains prototype est livré en mars 1972, ce qui permet d'essayer une configuration de six véhicules. Des tests en conduite semi-automatique sont également réalisés.
Annoncé en mars 1982 pour une inauguration en juin, le métro est finalement ouvert au public le 2 août 1982 après 27 ans de construction et cinq ans de retard pour des raisons budgétaires. Après les extensions,, le métro d'Helsinki (hormis l'extension ouest) compte 17 stations avec 21,1 km dont 6,5 km en tunnel et 2,5 km sur des ponts.

### Les mises en service
- Août 1982 : inauguration officielle du tronçon Rautatientori - Itäkeskus (six stations, 10,1 km)
- Mars 1983 : Rautatientori - Kamppi (une station ; 0,8 km)
- Septembre 1984 : mise en service de la station Sörnäinen (0 km)
- Octobre 1986 : Itäkeskus - Kontula (deux stations ; 3,3 km)[15]
- Septembre 1989 : Kontula - Mellunmäki (une station ; 1,6 km)
- Août 1993 : Kamppi - Ruoholahti (une station ; 1,2 km)[16]
- Mars 1995 : mise en service de la station Kaisaniemi (aujourd'hui Helsingin yliopisto) (0 km)
- Août 1998 : Itäkeskus - Vuosaari (trois stations, 4,1 km)[17]
- Janvier 2007 : mise en service de la station Kalasatama
- Novembre 2017 : Extension ouest, de Ruoholahti - Matinkylä (huit stations ; 13,9 km)
- Décembre 2022 : Extension ouest, deuxième phase, de Matinkylä à Kivenlahti (cinq stations ; 8 km)

### Extension ouest
C'est dès 1999 qu'un projet d'extension du métro vers l'ouest, projet länsimetro, est discuté par l'exploitant du métro et la commune d'Espoo. La décision de cette extension a été approuvée par les municipalités d'Helsinki et Espoo. Le conseil municipal d'Espoo vote le projet de métro le 26 septembre 2006 à 45 voix contre 19, puis le confirme le 19 mai 2008, après l'acceptation par le gouvernement d'un financement national.
Les travaux de construction commencent en novembre 2009 à partir de Ruoholahti. Le métro aurait dû être opérationnel en 2015, mais si le contrat de matériel roulant est signé dans les temps, d'autres contrats sont signés tardivement,,,.L'extension a été ensuite annoncée pour août 2016, puis encore retardé. Elle sera en fait mise en service le 18 novembre 2017. Le nouveau tronçon parcourt 13,9 km de long,.
En 2006, le coût de l'extension ouest était estimé à 430 millions d'euros, mais dès 2008 l'estimation avait presque doublée. Le budget initial pour la construction et l'achat de matériel roulant s'élevait à 714 millions d'euros et devait être financé par les villes d'Espoo (72%) et d'Helsinki (28%). Le coût de l'extension est finalement de 1,1 milliard d'euros, partiellement couvert par un prêt de 450 millions d'euros de la Banque européenne d'investissement et par un financement de la Nordic Investment Bank.
La ligne poursuit la ligne existante de la station de Ruoholahti par Lauttasaari, Otaniemi, Tapiola jusqu'à Matinkylä, dans la commune d'Espoo, au total huit stations.

## Réseau actuel
|  | uexKBHFa |

|  | uexHST |

|  | uexHST |

|  | utPSLa |

|  | uexHST |

| exTRAM | uexHST |  |

| exTRAM | uexHST |  |

|  | utSTR+GRZq |

|  | uexHST |

|  | uexHST |

| TRAM | uexHST |  |

|  | utABZg+l | utENDEeq |

| TRAM | uexHST |  |

| TRAM | uexHST | TRAIN2 |

| TRAM | uexHST |  |

| TRAM | uexHST | exTRAIN2 |

| TRAM | uexHST |  |

|  | uexHST |

| WASSERq | uhKRZWae | WASSERq |

|  | uexHST |

|  | uexHST |

|  | utSTRe | emENDE |

|  | uBHF | uTUNNEL1 |

|  | uSBRÜCKE | uDST |

|  | uABZgl+l | uSTRr |

|  | utSTRa |

| exTRAM | uexHST |  |

|  | uABZgl+l | uSTR+r |

|  | uexHST | uexSTR |

|  | uexSTR | uexHST |

|  | utSTRe | uSKRZ-G4u |

|  | uhKRZWae | uSTR |

|  | uexHST | uexSTR |

|  | uexSTR | uexHST |

|  | uexHST | uexSTR |

|  | uexSTR | uexHST |

|  | uexKBHFa |

|  | uexHST |

|  | uexHST |

|  | utPSLa |

|  | uexHST |

| exTRAM | uexHST |  |

| exTRAM | uexHST |  |

|  | utSTR+GRZq |

|  | uexHST |

|  | uexHST |

| TRAM | uexHST |  |

|  | utABZg+l | utENDEeq |

| TRAM | uexHST |  |

| TRAM | uexHST | TRAIN2 |

| TRAM | uexHST |  |

| TRAM | uexHST | exTRAIN2 |

| TRAM | uexHST |  |

|  | uexHST |

| WASSERq | uhKRZWae | WASSERq |

|  | uexHST |

|  | uexHST |

|  | utSTRe | emENDE |

|  | uBHF | uTUNNEL1 |

|  | uSBRÜCKE | uDST |

|  | uABZgl+l | uSTRr |

|  | utSTRa |

| exTRAM | uexHST |  |

|  | uABZgl+l | uSTR+r |

|  | uexHST | uexSTR |

|  | uexSTR | uexHST |

|  | utSTRe | uSKRZ-G4u |

|  | uhKRZWae | uSTR |

|  | uexHST | uexSTR |

|  | uexSTR | uexHST |

|  | uexHST | uexSTR |

|  | uexSTR | uexHST |

|  | uexKBHFa |

|  | uexHST |

|  | uexHST |

|  | utPSLa |

|  | uexHST |

| exTRAM | uexHST |  |

| exTRAM | uexHST |  |

|  | utSTR+GRZq |

|  | uexHST |

|  | uexHST |

| TRAM | uexHST |  |

|  | utABZg+l | utENDEeq |

| TRAM | uexHST |  |

| TRAM | uexHST | TRAIN2 |

| TRAM | uexHST |  |

| TRAM | uexHST | exTRAIN2 |

| TRAM | uexHST |  |

|  | uexHST |

| WASSERq | uhKRZWae | WASSERq |

|  | uexHST |

|  | uexHST |

|  | utSTRe | emENDE |

|  | uBHF | uTUNNEL1 |

|  | uSBRÜCKE | uDST |

|  | uABZgl+l | uSTRr |

|  | utSTRa |

| exTRAM | uexHST |  |

|  | uABZgl+l | uSTR+r |

|  | uexHST | uexSTR |

|  | uexSTR | uexHST |

|  | utSTRe | uSKRZ-G4u |

|  | uhKRZWae | uSTR |

|  | uexHST | uexSTR |

|  | uexSTR | uexHST |

|  | uexHST | uexSTR |

|  | uexSTR | uexHST |

|  | uexKBHFa |

|  | uexHST |

|  | uexHST |

|  | utPSLa |

|  | uexHST |

| exTRAM | uexHST |  |

| exTRAM | uexHST |  |

|  | utSTR+GRZq |

|  | uexHST |

|  | uexHST |

| TRAM | uexHST |  |

|  | utABZg+l | utENDEeq |

| TRAM | uexHST |  |

| TRAM | uexHST | TRAIN2 |

| TRAM | uexHST |  |

| TRAM | uexHST | exTRAIN2 |

| TRAM | uexHST |  |

|  | uexHST |

| WASSERq | uhKRZWae | WASSERq |

|  | uexHST |

|  | uexHST |

|  | utSTRe | emENDE |

|  | uBHF | uTUNNEL1 |

|  | uSBRÜCKE | uDST |

|  | uABZgl+l | uSTRr |

|  | utSTRa |

| exTRAM | uexHST |  |

|  | uABZgl+l | uSTR+r |

|  | uexHST | uexSTR |

|  | uexSTR | uexHST |

|  | utSTRe | uSKRZ-G4u |

|  | uhKRZWae | uSTR |

|  | uexHST | uexSTR |

|  | uexSTR | uexHST |

|  | uexHST | uexSTR |

|  | uexSTR | uexHST |

### Lignes M1 et M2
Depuis novembre 2017, à l'ouverture du métro Ouest, le métro est exploité en deux trajets M1 et M2, chaque trajet poursuivant sa route vers l'un des deux terminus est de la ligne, seule la ligne M1 atteignant le terminus ouest. Les lignes se partagent les parcours comme suit : M1 circule sur le tronçon Kivenlahti – Vuosaari et la M2 entre Tapiola – Mellunmäki,:

### Stations
Les stations sont les suivantes :
Matinkylä-Itäkeskus (tronc commun) :
- Matinkylä (Mattby)
- Niittykumpu (Ängskulla)
- Urheilupuisto (Idrottsparken)
- Tapiola (Hagalund)
- Université Aalto (Aalto yliopisto / Aalto universitet)
- Keilaniemi (Kägeludden)
- Koivusaari (Björkholmen)
- Lauttasaari (Drumsö)
- Ruoholahti (Gräsviken)
- Kamppi (Kampen)
- Gare ferroviaire centrale  (Rautatientori / Järnvägstorget)
- Helsingin yliopisto
- Hakaniemi (Hagnäs)
- Sörnäinen (Sörnäs)
- Kalasatama (Fiskehamnen)
- Kulosaari (Brändö)
- Herttoniemi (Hertonäs)
- Siilitie (Igelkottsvägen)
- Itäkeskus (Östra centrum)

Itäkeskus-Mellunmäki (branche nord est) :
- Myllypuro (Kvarnbäcken)
- Kontula (Gårdsbacka)
- Mellunmäki (Mellungsbacka)

Itäkeskus-Vuosaari (branche sud est) :
- Puotila (Botby gård)
- Rastila (Rastböle)
- Vuosaari (Nordsjö)

La station Rautatientori (gare centrale) ouverte le 1er juillet 1982 est l'œuvre des architectes Rolf Björkstam, Erkki Heino, et Eero Kostiainen. C'est la station la plus fréquentée du réseau avec 200 000 voyageurs quotidiens. Elle est située dans le secteur en tunnel par 27 mètres de profondeur (22 mètres sous le niveau de la mer). Les stations de Matinkylä à Lauttasaari sont les plus récentes (ouvertes depuis le 18 novembre 2017).
Cartes des deux lignes du métro d'Helsinki. Cliquer sur la carte pour l'agrandir et sur les stations pour accéder à leur article.

## Caractéristiques techniques
La voie de métro sur rail est à écartement large de 1 524 mm. L'alimentation des trains est en 750 V dc par troisième rail. Même si la vitesses des trains peut atteindre 90 km/h, voire 100 km/h (trains M100), la vitesse maximale autorisée est de 80 km/h, limitée à 70 km/h dans le tunnel du centre-ville. La carte à puce a été introduite dans les transports urbains en 1999.

### Les projets d'automatisation
Dès 2004 la Société du métro propose au Conseil municipal d'Helsinki une automatisation intégrale du métro. Le coût de l'automatisation est alors estimé à 70 millions d'euros. La décision d'automatisation est prise par le Conseil municipal en 2006. Un contrat de 100 millions d'euros est signé avec la société Siemens en décembre 2008 pour l'automatisation sans conducteur de la ligne existante avec un système CBTC, suivi en septembre 2009 d'une option du contrat de 56 millions d'euros en ce qui concerne l'extension Länsimetro,. Le projet d'automatisation de l'ensemble des 54 rames M100 et M200 est toutefois retardé. Siemens a commencé à travailler sur une première rame en 2010 puis sur deux autres en 2012. Le coût du projet augmente et le Conseil municipal envisage alors d'aller une semi-automatisation. En mai 2012, le Conseil municipal décide d'annuler le contrat avec Siemens, puis revient sur cette position. Une conduite des trains sans conducteur devait commencer sur la ligne existante en 2013, puis en 2014. La réalisation du contrat se heurte toutefois à des contraintes et aux caractéristiques techniques concernant les trains M100. Par exemple, les rames anciennes et plus récentes ont des espacements de portes différents, ce qui pose un problème pour l’installation des portes palières en station. Le 21 août 2013, trois rames de métro Helsinki M100 équipés pour le fonctionnement automatique par Siemens commencent les essais. L'approbation finale a été donnée par le TÜV Rheinland.
Le 19 janvier 2015, le Conseil municipal d'Helsinki a approuvé la décision du 18 décembre du Conseil d'administration de l'opérateur de transport urbain HKL de mettre fin aux contrats d'automatisation du métro signés. La raison invoqué par HKL est que Siemens ne s'engageait pas sur l'achèvement du projet à temps pour une ouverture de l’extension Länsimetro prévue en août 2016 à un coût acceptable. Siemens a déclaré "contester les motifs de la résiliation et examiner d'éventuelles actions en justice". HKL prévoit le lancement d'un appel d'offres pour un nouveau contrat d’automatisation «dans les années 2020» pour une mise en œuvre une fois que les trains existants les plus anciens auront été retirés.

## Matériel roulant
| Nom de la série | Livraison | Constructeur       | Nombre de rames fabriquées | Nombre de voitures par rame | Illustration |
| --------------- | --------- | ------------------ | -------------------------- | --------------------------- | ------------ |
| M100            | 1982      | Valmet, Strömberg  | 42                         | 2                           |              |
| M200            | 2001      | Alstom, Bombardier | 12                         | 2                           |              |
| M300            | 2016      | CAF                | 25                         | 4                           |              |

Le réseau actuel dispose de trois types de rames, au total 182 véhicules :
- les premiers trains M100 sont finlandais, fabriqués par Valmet-Strömberg en 1977 (trois trains de deux véhicules) et de 1980 à 1984 (39 trains de deux véhicules). Cette flotte de 39 trains a été rénové[49] entre 2004 et 2009, ce qui augmente sa durée de vie de deux décennies, les autres trains M100 ainsi que les trains prototypes ayant été retirés du service.
- Les trains M200 furent produits par la société canadienne Bombardier. L'appel d'offres a été lancé en février 1996 en prévision de l'extension du métro de Itäkeskus à Vuosaari.[50] Mais les trois premiers trains de deux voitures (sur les douze commandés en 1997), fabriqués dans l'usine d'Ammendorf en Allemagne, furent livrés d'octobre 2000 à août 2001[51]. Les trains, dont les caisses sont en aluminium fournies par la société Alcan, peuvent être exploités en formation de deux ou trois trains de deux véhicules. Ils ne sont pas compatibles avec les M100.
- la série M300 de la société CAF qui en a reçu la commande fin 2012[52]. Cette série est composée de 20 trains de quatre véhicules a été livré en 2015 et 2016.

Une unité de deux voitures mesure 44,2 m de long et les trains ont une largeur de 3,2 m. Chaque voiture a trois portes de chaque côté. Un train complet comprend six voitures, bien que des trains de 4 voitures soient également en service.
Les trains seront équipés d'une aide aux conducteurs qui devrait permettre en particulier de réduire la consommation électrique.
L'Agence Municipale de Transport d'Helsinki (HKL) passa commande en avril 2019 d'une remise à neuf des 51 trains M100 et M200 qui doit être effectuée de fin 2019 à 2023.
En septembre 2019, le Conseil municipal d'Helsinki approuva le projet d'acquisition de 5 trains de quatre véhicules M300 afin d'augmenter la fréquence des trains aux heures de pointe. En effet l'ouverture de la section Länsimetro, malgré quelques difficultés, est un succès.

## Réseau futur
Plusieurs projets d'extension existent.

Carte du métro d'Helsinki et de ses projets d'extension.

À l'est, la ville d’Helsinki appuie le projet de six nouvelles stations entre la Mellunmäki et Sipoo.

### Extension à l'ouest

Plan du prolongement de la ligne (Länsimetro).

En février 2014, le conseil municipal d'Espoo a approuvé la deuxième phase de 6,8 km de Matinkylä à Kivenlahti avec cinq stations. Les coûts sont estimés à 801 millions d'euros partiellement couverts par un financement de 450 millions d'euros de la BEI. Des contrats sont signés en janvier 2015. Cette deuxième phase est en cours de construction. L'ouverture, initialement prévue en 2020, est reportée à 2023,.
- Kivenlahti (Stensvik)
- Espoonlahti (Esboviken)
- Soukka (Sökö)
- Kaitaa (Kaitans)
- Suomenoja (Finno)

### Extension à l'est

Projets de parcours pour l'extension vers l'est du métro.

Après qu'en 2009, le Conseil d'État ayant décidé de rattacher à Helsinki le Sud-Ouest de Sipoo et de l'est de Vantaa, qu'a débuté le projet de prolonger le métro vers l'est, de la station de Mellunmäki jusqu’à la future station de Majviki.
Selon le projet, sur ce tronçon il y aura six stations dont cinq nommées Länsisalmi, Salmenkallio, Gumböle, Östersundom et Majviki.
Selon Hannu Penttilä, l'adjoint au maire d'Helsinki, les travaux pourraient débuter en 2015.
Le groupe de protection de la nature de l'Uusimaa de l'association finlandaise pour la conservation de la nature (fi) s'oppose à ce projet car il romprait les liens naturels de Sipoonkorpi.
On a proposé comme alternative le projet de métro léger d'Östersundom qui offrirait un réseau de métro léger pour toute la banlieue au même prix (700 M€) que le métro à Östersundom.

### Deuxième ligne
Un projet de deuxième ligne a été évoqué dont la construction pourrait débuter en 2019, et qui entrerait en 2030 en service entre Pasila et Kamppi :
Au-delà de Pasila il est prévu deux branches dont la construction débuterait en 2020 :
- La première :

- La seconde :